# Anisodes tenuilinea
Anisodes tenuilinea là một loài bướm đêm trong họ Geometridae.